# Rapcore
Rapcore là một tiểu thể loại của rap rock, pha trộn những kỹ thuật của hip hop, hard rock, gangsta rap, heavy metal, alternative rock, hardcore punk và đôi khi có cả funk. Thể loại này thường được nhắc đến bằng cái tên rap-metal hay rap-rock, và đã gây ảnh hưởng đến một vài thể loại nhạc gần đây như nu metal.

## Lịch sử ra đời
Rapcore phát triển vào khoảng giữa cuối những năm 1980, cùng lúc với một kiểu nhạc pha trộn khác là punk metal. Âm nhạc được hình thành theo kiểu rap gặp rock, và đó cũng là triết lý của thể loại này.

Cội nguồn của thể loại này có thể được tìm thấy trong album của những band như Anthrax, Stuck Mojo, Public Enemy, Run-D.M.C., Beastie Boys, Biohazard, 311, Boo-Yaa T.R.I.B.E., Disappearance, Suicidal Tendencies và Faith No More. Hai band đầu tiên đã cống hiến hết mình cho rapcore và đạt được thành công rộng rãi là Urban Dance Squad và Rage Against the Machine.

## Đề tài, chủ đề
Đề tài của lời bài hát trong rapcore nằm trong lĩnh vực từ chính trị (downset., Rage Against the Machine, Senser, Aztlan Underground) đến những chuyện phù phiếm (Limp Bizkit, Crazy Town, Kid Rock, Phunk Junkeez), đến đới sống hằng ngày (Zebrahead, Trik Turner), đến những dằn vặt và đau đớn của bản thân (Linkin Park, Stuck Mojo).